# Schnoor

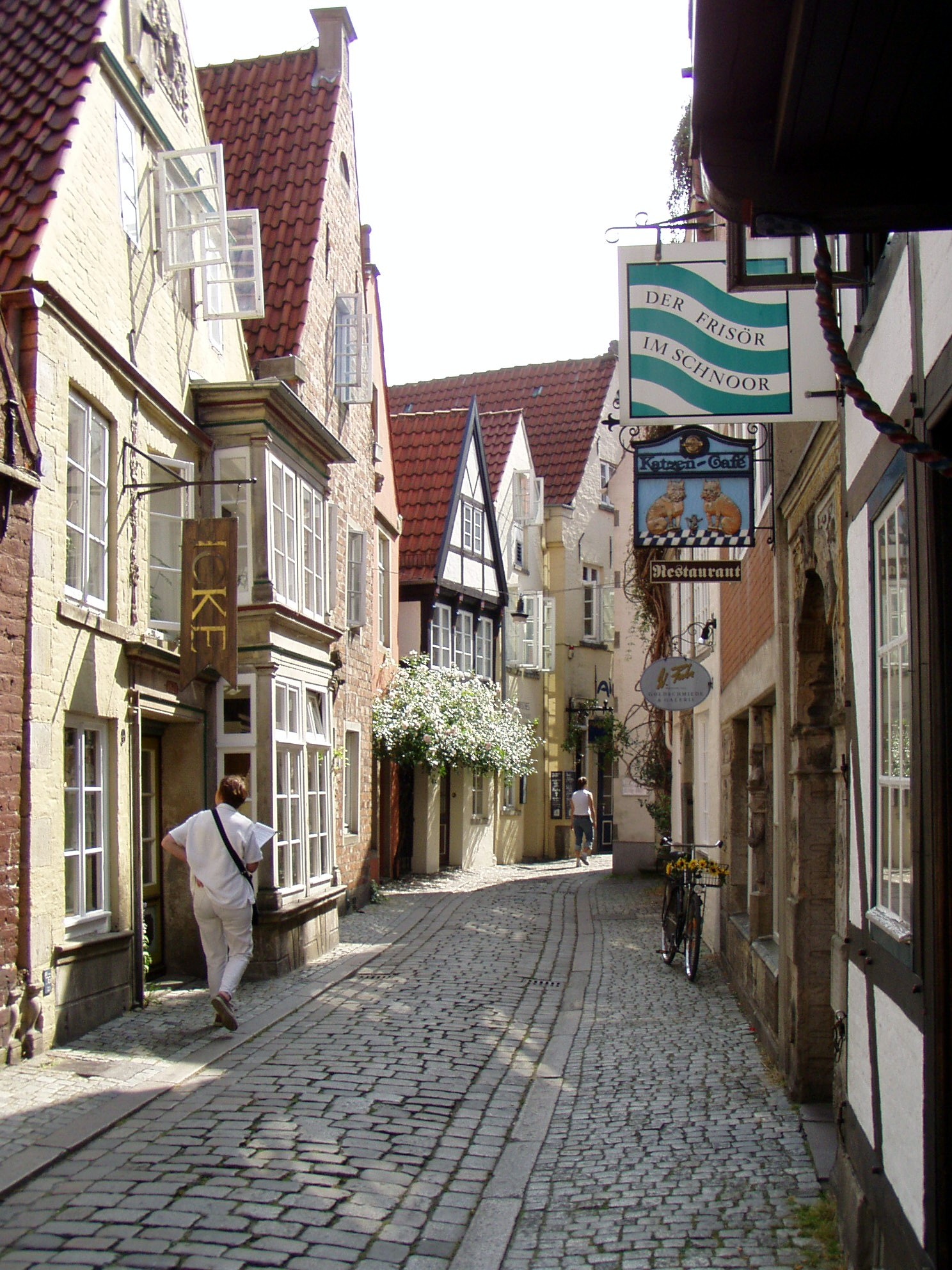
In de straat met de naam Schnoor

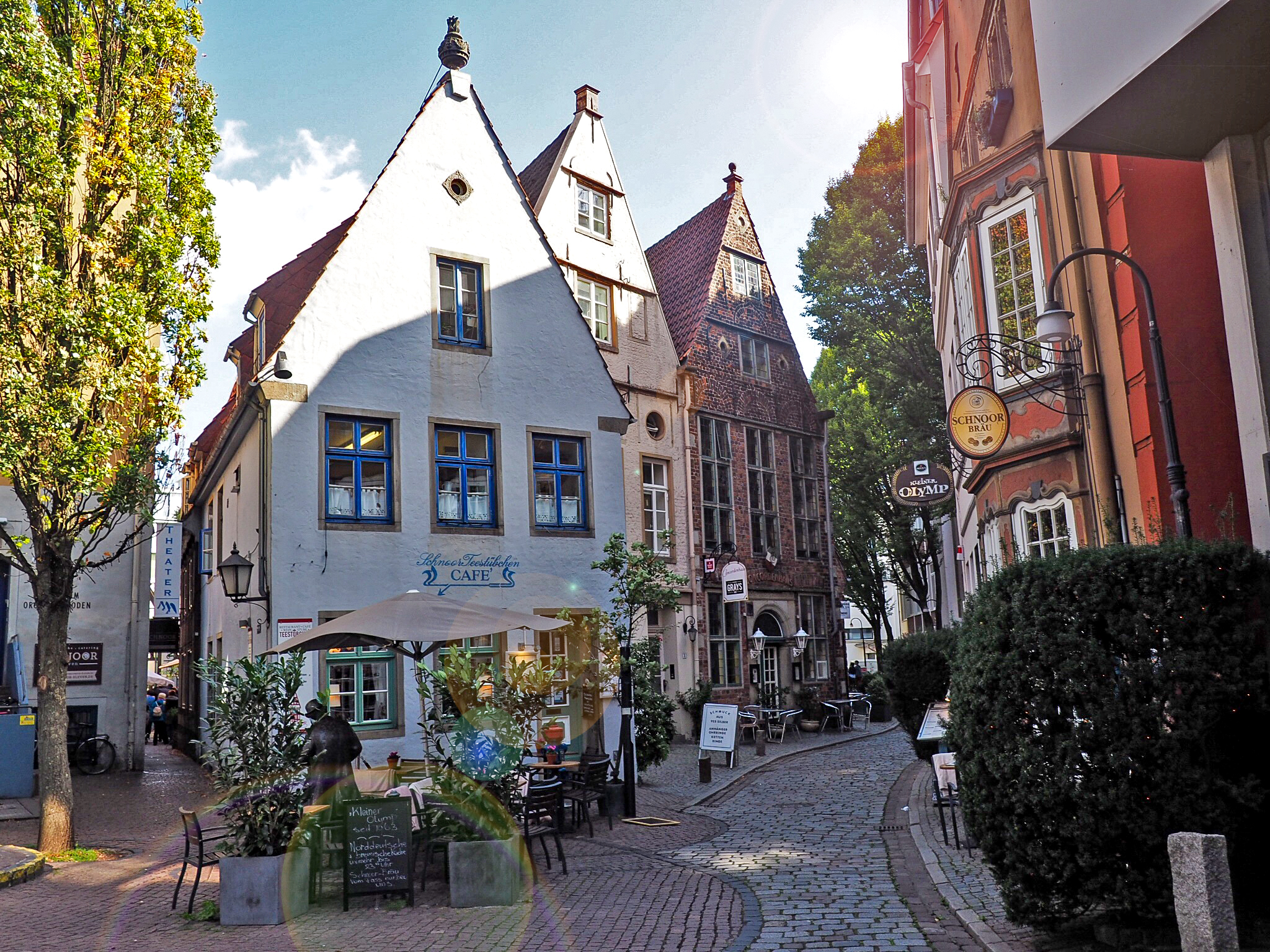
Schnoorviertel met smalle straatjes en steegjes

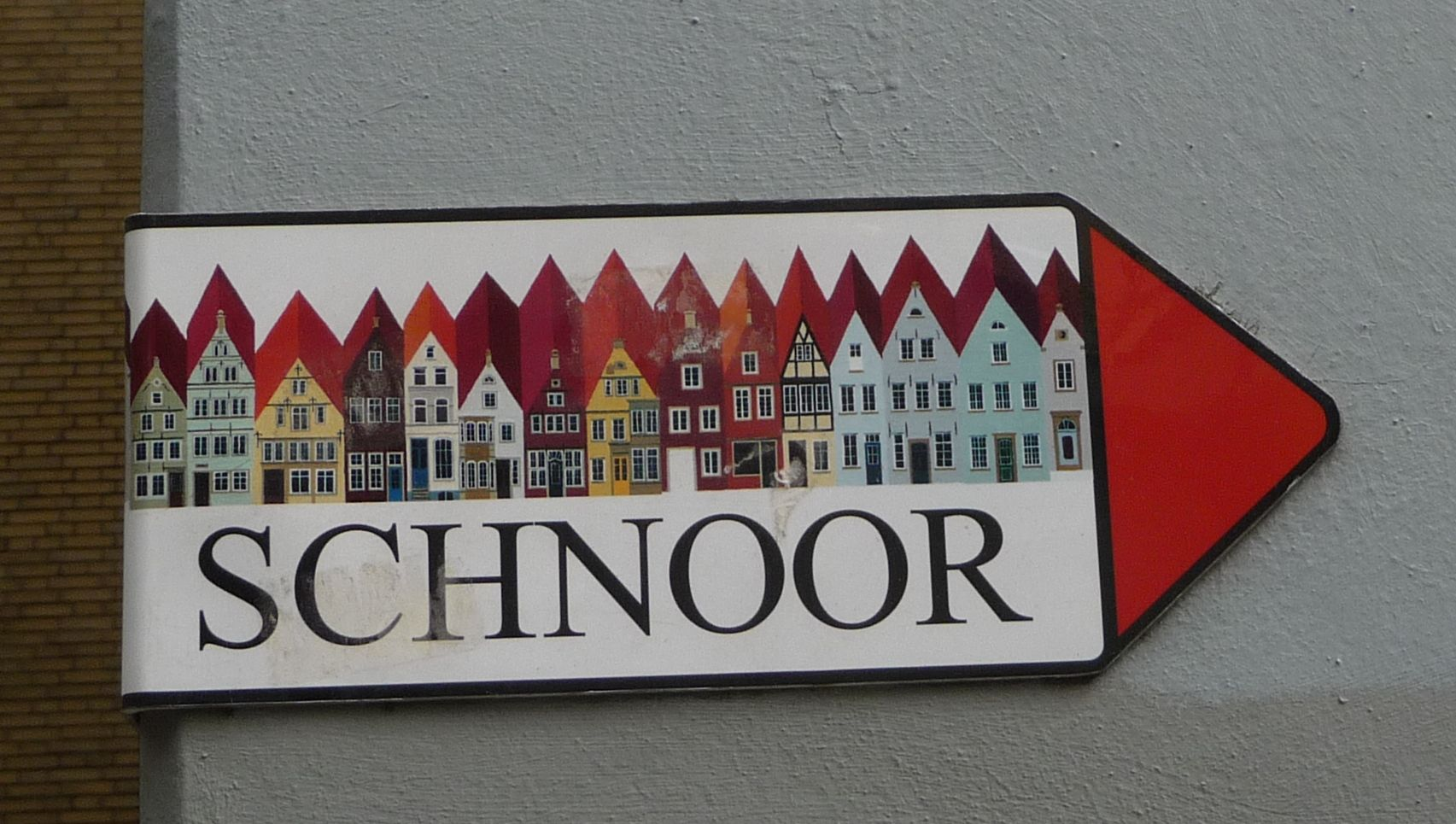
Wegwijzer naar Schnoor

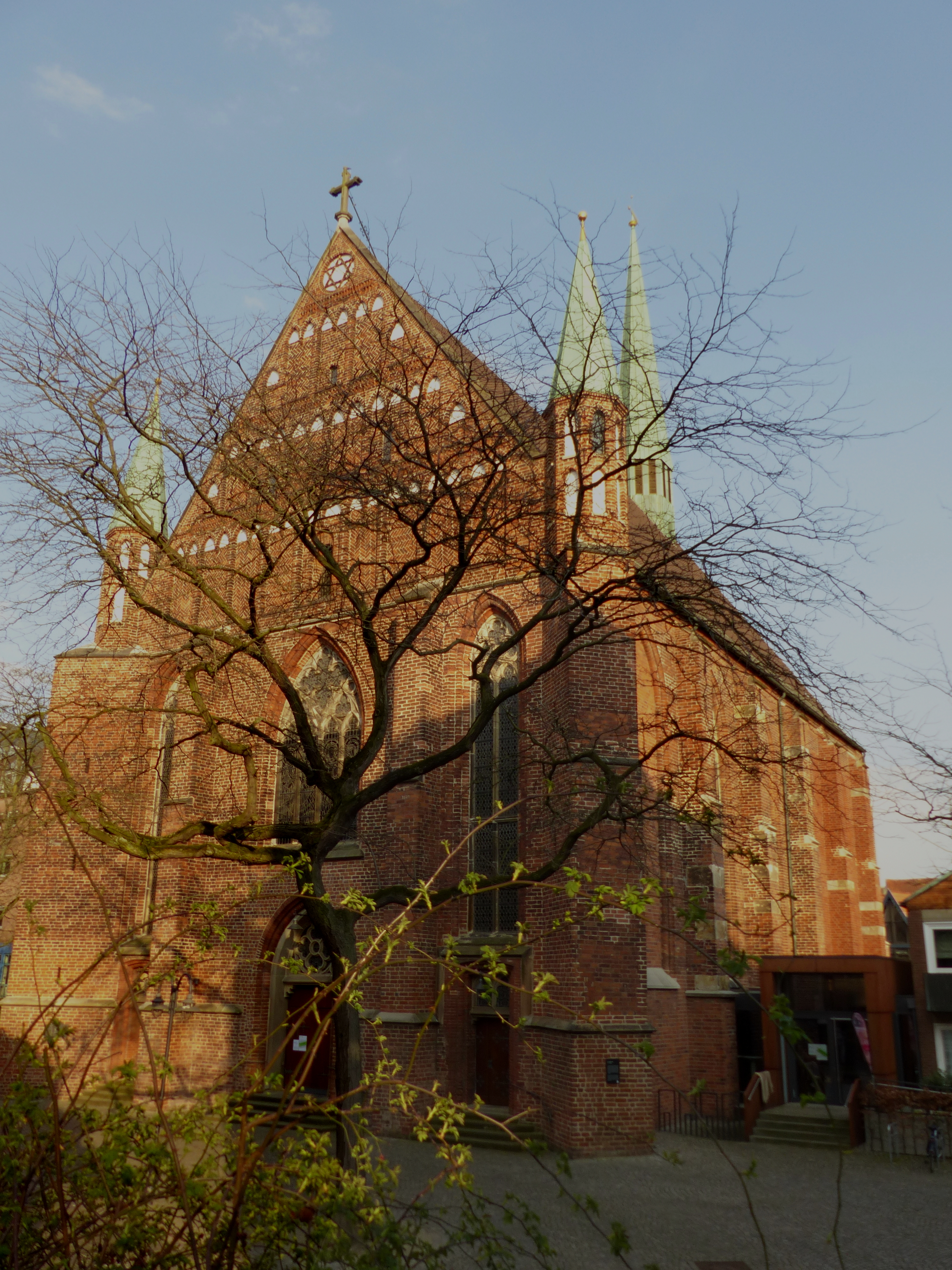
R.K. Johanneskerk
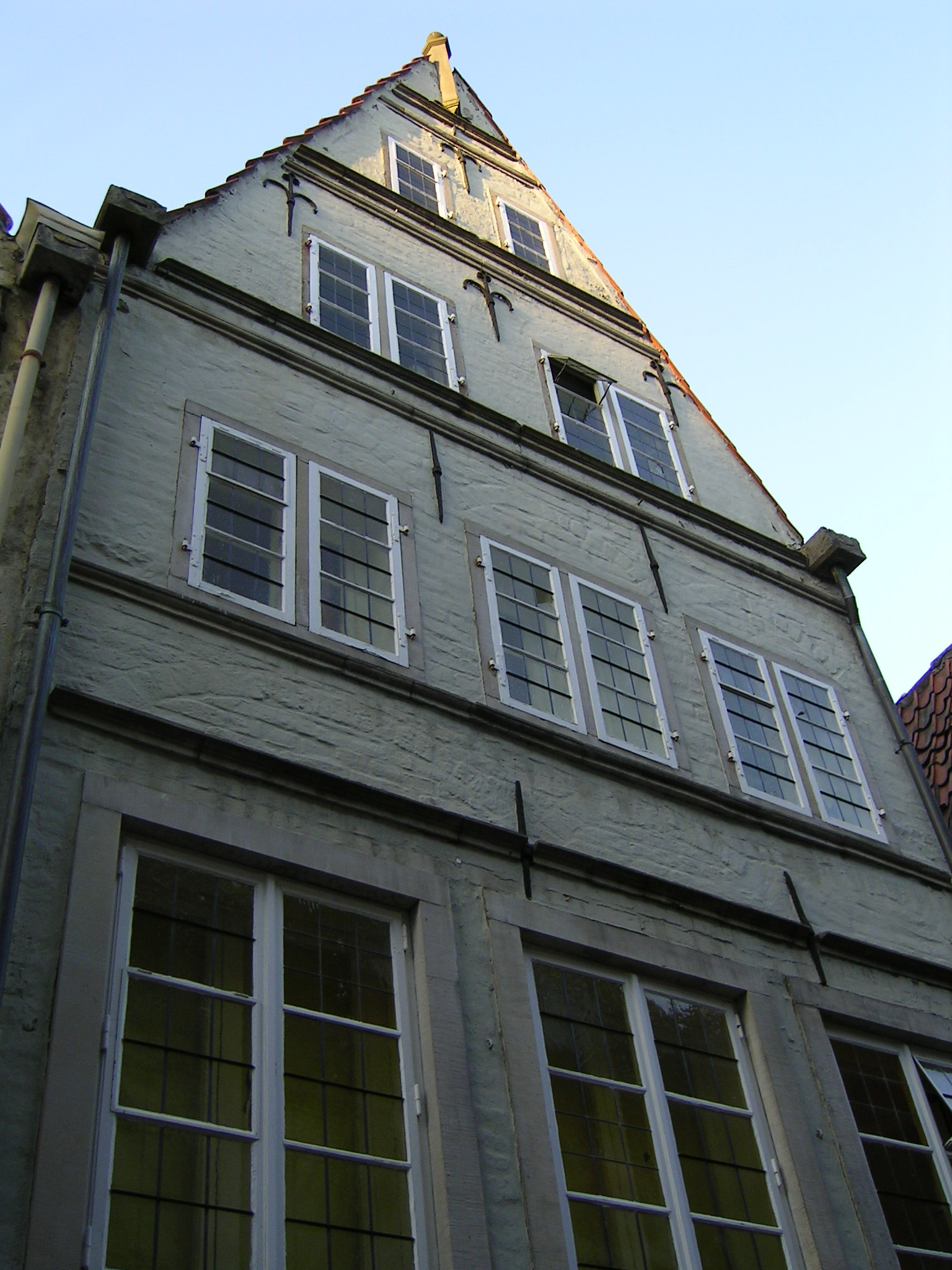
Huis Schnoor 15, het in 1402 gebouwde Brasilhaus

Schnoor (ook wel Schnoorviertel) is een wijk in de binnenstad van het Duitse Bremen. Het is de enige middeleeuwse wijk van Bremen. De oudste schriftelijke vermeldingen van Schnoor dateren van de 13e eeuw. De voornaamste straat in deze wijk heet ook Schnoor.  In de 13e eeuw werd in deze buurt een franciscanerklooster gebouwd. De daarbij behorende rooms-katholieke Johanneskerk (bouwjaar 1380) heeft de eeuwen doorstaan en is in 2016 gerestaureerd.
De naam Schnoor hangt met het Nederlandse woord snoer samen en betekent touw voor op zeilschepen.
Tot en met de demping ervan in het begin van de 19e eeuw liep een, reeds vanaf het midden van de 17e eeuw wegens verzanding onbevaarbaar, zijriviertje van de Wezer met de naam Balge door de wijk. Er woonden toen veel vissers, die van hieruit met hun bootjes konden uitvaren.
In de Tweede Wereldoorlog liep  het Schnoorviertel naar verhouding weinig schade op. In de decennia erna zijn wel een aantal van de historische panden ofwel geheel, ofwel op de voorgevel na, verloren gegaan.
Het Schnoorviertel is vrijwel geheel autovrij. Veel van de oude panden zijn als galerie, antiekwinkel of restaurant in gebruik.  Zodoende is het een van de belangrijkste toeristische attracties van de stad geworden.